# Shame & Scandal
"Shame and Scandal in the Family", även känd som "Shame & Scandal",  är en låt som skrevs och framfördes av calypsoartisten Sir Lancelot för filmen Svart mystik från 1943 och som ursprungligen hette "Fort Holland Calypso Song". Sir Lancelot gav ut den på skiva i slutet av 1940-talet. Låten har sedan dess spelats in av en rad artister, som folksångerskan Odetta tillsammans med Burl Ives. 1962 skrev calypsomusikern Lord Melody om verstexterna men behöll melodin och refrängen. 2005 spelades den senare versionen in av den brittiska gruppen Madness. Historiska museet i södra Florida hävdar att ingen annan calypsolåt har spelats in fler gånger.

## Texten
Sången handlar om en trinidiansk man som letar efter en fru. I de två första verserna frågar mannen sin far om tillåtelse att få gifta sig med en kvinna, men blir tillsagd att han inte kan gifta sig med henne eftersom "The girl is your sister but your mamma don't know". Låttexten ändras i tredje och sista versen, när mannens mor säger "Your daddy ain't your daddy but your daddy don't know".

## Version av Madness 2005
brittiska ska/popbandet Madness började spela låten på sina konserter under namnet "The Dangermen". De spelade sedan in låten för albumet The Dangermen Sessions Vol. 1, och släppte den som singel senare samma år under namnet "Shame & Scandal".
Texten i Madness version av "Shame & Scandal" bygger på Lord Melodys version. Försäljningen av singeln gick inte så bra i Storbritannien - den låg bara två veckor på försäljningstopplistan och som bäst nådde den plats 38. Det gick dock bättre i Frankrike, där den låg nitton veckor på försäljningstopplistan och nådde en tolfte plats. Den kom också in på Schweiz försäljningstopplista, där den nådde plats 69 och stannade i åtta veckor.

## Andra versioner
Lord Melody gjorde redan på 1960-talet en cover av Sir Lancelots hit under namnet "Shame and Scandal".

## Låtlista

### CD (version 1)
1. "Shame & Scandal" (Lord Melody, Lancelot Pinard) – 2:52
2. "Skylarking" (Horace Hinds) – 3:02
3. "Dreader Than Dread" (Galnek) – 3:04

### CD (version 2)
1. "Shame & Scandal (In The Family)" (Lord/Pinard) – 2:52
2. "So Much Trouble In The World" (Bob Marley) – 3:44

### 7" vinyl
1. "Shame & Scandal" (Lord/Pinard) – 2:52
2. "Shame & Scandal [Dub]" (Lord/Pinard) – 2:54